# Stegania dalmataria
Stegania dalmataria är en fjärilsart som beskrevs av Achille Guenée 1859. Stegania dalmataria ingår i släktet Stegania och familjen mätare. Inga underarter finns listade i Catalogue of Life.